# Phedosia apicenotata
Phedosia apicenotata är en fjärilsart som beskrevs av Paul Dognin 1909. Phedosia apicenotata ingår i släktet Phedosia och familjen tandspinnare. Inga underarter finns listade i Catalogue of Life.